# Bananparken

Bananparken även kallad Bananbacken är en park i Lund. Parken ligger i den norra delen av Östra Torn. Den utgör tillsammans med Skingatornstoften en stor sammanhängande yta. I Bananparken finns en lekplats, en bollplan och två mindre odlingsområden. Barnen på bostadsområdet Djingis Khan har gett parken dess namn efter den bananformade kullen i norra delen av parken. Bananparken är platsen för den vårliga Bananfesten som arrangeras av de boende på Djingis Khan.